# Agnostida
Ordre
Sous-ordres de rang inférieur
- † Agnostina,
- † Eodiscina

Les Agnostida, ou agnostides en français, constituent un ordre fossile de trilobites primitifs du groupe des Arachnomorpha. Ces tout petits arthropodes sont d'abord apparus vers la fin du Cambrien inférieur et ont proliféré pendant le Cambrien moyen. Les derniers agnostides ont survécu jusqu'à l'Ordovicien supérieur.

## Classification
L'ordre des Agnostida est décrit en 1864 par le paléontologue anglais John William Salter (1820-1869).

## Taxinomie
Bien qu'ils devraient plutôt être désignés par le nom « agnostines, » les représentants du sous-ordre Agnostina sont souvent appelés tout simplement agnostides.
Les agnostides sont divisés en deux sous-ordres, Agnostina et Eodiscina, qui se subdivisent à leur tour en plusieurs familles. Les Eodiscina ressemblent à des trilobites "ordinaires" avec seulement deux ou trois segments thoraciques ; d'autres ressemblent aux trilobites de l'ordre des Ptychoparrida. En tant que groupe, les agnostides ont des pygidia (queues) similaires en taille et en forme à leur tête. Aucune des deux parties cependant ne ressemble vraiment aux régions correspondantes des autres trilobites. D'ailleurs, plus d'une fois des débats ont fait rage à savoir laquelle des deux extrémités était la tête. D'ailleurs, la plupart des espèces d'agnostides n'ont pas d'yeux, ce qui n'est pas pour aider les scientifiques.

## Écologie

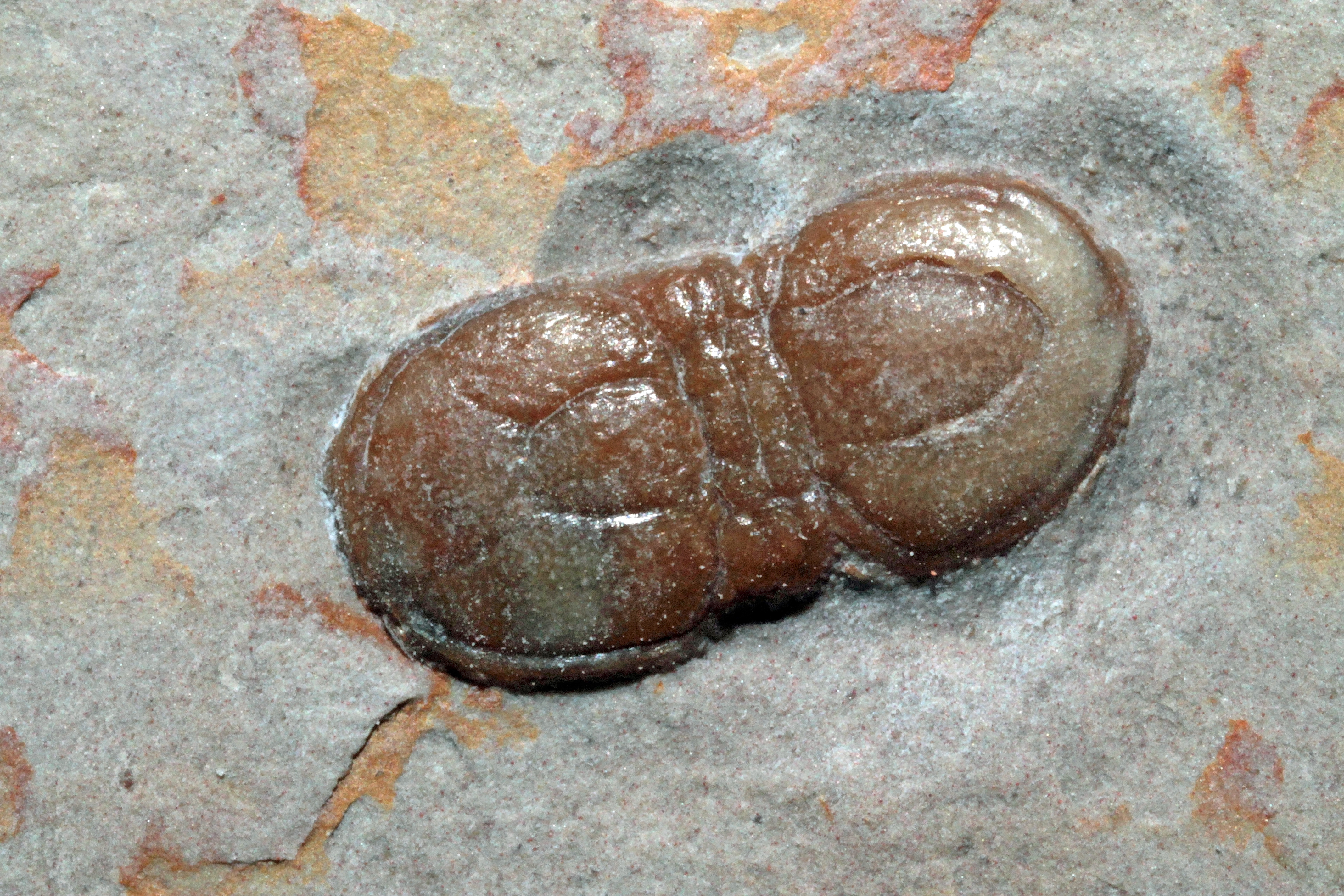
Hypagnostus parvifrons (Linnarson, 1869).
Cambrien de l'Utah.
Longueur 7 mm.

Les agnostides étaient probablement des créatures benthiques (vivant sur les fonds marins). Ils vivaient probablement dans des zones de l'océan recevant peu ou pas de lumière et se nourrissaient de détritus qui descendaient des couches supérieures de la mer vers le fond.
Malheureusement, les appendices ne sont connus que pour un seul genre d'agnostide. Les pattes de ce genre ressemblent beaucoup plus à celles des crustacés qu'à celles des autres trilobites dont on a retrouvé les appendices. Ce fait a amené les taxonomistes à remettre en cause l'appartenance des agnostides à la classe des trilobites. Vu autrement cependant, les agnostides pourraient être la première lignée à avoir divergé des trilobites. Cependant, quatre autres ordres de trilobites (à savoir Redlichiida, Corynexochida, Naraoidia et Ptychopariida) sont des prédateurs majeurs des premiers agnostides.

## Liste des familles
Selon Paleobiology Database (19 mars 2015) :
- Agnostidae
- Agnostoidea
- Ammagnostidae
- Calodiscidae
- Clavagnostidae
- Condylopygidae
- Diplagnostidae
- Eodiscidae
- Geragnostidae
- Glyptagnostidae
- Hebediscidae
- Metagnostidae
- Peronopsidae
- Phalacromidae
- Ptychagnostidae
- Sphaeragnostidae
- Spinagnostidae
- Tsunyidiscidae
- Weymouthiidae
- Yukoniidae